# Sacrifício de Isaac (Ticiano)
O Sacrifício de Isaac é uma pintura do pintor veneziano Ticiano feita por volta de 1542-1544 e preservada na Basílica de Santa Maria della Salute em Veneza.

## Temática
O afresco representa o episódio bíblico, conhecido por  Sacrifício de Isaac. É uma narrativa constante no Livro do Gênesis. Na história, Deus ordena que Abraão sacrifique seu filho Isaac em Moriá. Quando Abraão começa a obedecer, tendo amarrado Isaac em um altar, ele é parado por um Anjo do Senhor; um carneiro, então, aparece e é abatido no lugar de Isaac.